# Список керівників держав 950 року
Список керівників держав 950 року — це перелік правителів країн світу 950 року
Список керівників держав 949 року — 950 рік — Список керівників держав 951 року — Список керівників держав за роками

## Європа

### Британські острови
- Шотландія :
  - Альба (королівство) — Малкольм I, король (943–954)
- Англія — Едред, король (946–955)
  - Йорвік (Йорк під владою вікінгів) — Олаф II Кваран, король (941–944, 949–952)
- Уельс:
  - Гвент — Морган ап Оуен, король (942–955)
  - Дехейбарт — Хівел II Добрий, король (920–950)
  - Гвінед — Хівел II Добрий, король (942–950); Яго ап Ідвал (950–979); Єйав ап Ідвал (950–969)
  - Глівісінг — Кадуган ап Оуен, король (930–950); Морган ап Оуен, король (930–974)

### Північна Європа
- Данія — Ґорм Старий, король (948–958)
- Ірландія — Конгалах Кногба, верховний король (944–956)
- Норвегія — Гокон I Добрий, король (934–961)

### Західне Франкське королівство— корольЛюдовик IV Заморський(936–954)
- Аквітанія — Раймунд II, герцог (936–955)
- Ангулем — Бернар I, граф (945–950); Гільом III, граф (950–962)
- Гасконь (Васконь) — Санш IV Гарсія, герцог (920 — 950/955); Санш V Санше, герцог (бл. 950/955 — 961)
- Готія — маркіз Раймунд II, граф Руерга (бл. 935 — бл. 961)
- Ампуріас — Госфред I, граф (931–991)
- Барселона — Боррель II, граф (948–992/993)
- Руссільйон — Госфред I, граф (931–991)
- Каркассон — Арсінда, графиня (934 — бл. 957)
- Тулуза — Раймунд III Понс, маркграф (924 — бл. 950); Раймунд IV, маркграф (950–961)
- Руерг — Раймунд II, граф (бл. 935 — бл. 961)
- Нант — Ален II, граф (937–952)
- Овернь — Раймунд II, граф (936–955)
- Пуатьє — Гильом I, граф (934–963)
- Труа — Гуго Чорний, граф (936–952)
- Шалон — Жильбер, граф (924–956)
- Фландрія — Арнульф I Великий, граф (918–958, 962–965)

### Німеччина
Східне Франкське королівство — Оттон I Великий, король (936–973)
- Баварія — Генріх I, герцог (947–955)
- Саксонія — Оттон I Великий, герцог (936–973)
- Швабія — Людольф, герцог (950–954)
- Лотарингія — Конрад I Рудий, герцог (бл. 944–953)
  - Ено (Геннегау) — Реньє II, граф (925 — бл. 940)
  - Намюр (графство) — Роберт I, граф (бл. 924 — бл. 974)
- Голландія — Дірк II, граф (928/949—988)
- Бургундське королівство (Арелат) — Конрад I Тихий, король (937–993)
  - В'єнн — Карл Костянтин, граф (931–962)

### ЦентральнатаСхідна Європа
- Болгарське царство — Петр I, цар (927–969)
- Чеське князівство — Болеслав I Грізний, князь (935 — бл. 972)
- Угорщина — Файс, князь (надьфейеделем) (бл. 947–955)
- Хорватія — Михайло Крешимир II, король (949–969)
- Київська Русь — Ольга, велика княгиня Київська (944/945 — 964); Святослав Ігорович, князь (945–972)
- Волзька Булгарія — Абдуллах ібн Мікаїл, ельтебер та емір (943–964)
- Хозарський каганат — Йосиф, бек-мелех (940 — 965)

### Іспанія,Португалія
- Арагон — Гарсія I Санчес, граф (943–970)
- Леон — Раміро II, король (931–951)
  - Кастилія — Фернан Гонсалес, граф (931–944, 945–970)
- Кордовський халіфат — Абд ар-Рахман III, халіф (929–961)
- Наварра (Памплона) — Гарсія I Санчес, король (925–970)
- Португалія — Мумадона Діаш, графиня (924 — 968)

### Італія
король Італії — Лотарь II (945–950)
 Беренгар II Іврейський, король Італії (950–964)
- Венеційська республіка — П'єтро III Кандьяно, дож (942–959)
- Князівство Беневентське і Капуя — Ландульф II, князь (940–961)
- Салерно — Гізульф I, князь (946–977)
- Неаполітанський дукат — Іоанн III, герцог (928–968)
- Папська держава — Агапіт II, папа римський (946–955)
- Тосканська марка — Уберто, маркграф (936–962)

### Візантійська імперія
- Візантійська імперія — Костянтин VII Багрянородний, імператор (913–920, 945–959)

## Азія

### Західна Азія
- Аббасидський халіфат — Абуль-Касим аль-Муті, халіф (946–974)
  - Буїди:
    - Джибал — Рукн ад-Даула, емір (935–977)
    - Керман і Фарс — Адуд ад-Даула, емір (949–983)

  - Яфуриди (Ємен) — Мухаммад II ібн Ібрагім, імам (944–956)
- Кавказ:
  - Абхазьке царство — Георгій II, цар (923— 957)
  - Вірменія (Анійське царство) — Абас I, цар (828–953)
  - Тао-Кларджеті  — Ашот II, цар куропалат (937–954)
  - Кахетія — Квіріке II, князь (929–976)
  - Тбіліський емірат — Мансур бен Джаффар, емір (914–952)

### Центральна Азія
- Персія:
  - Зіяриди — Захір ад-даула Абу Мансур Вушмагір, емір (934–967)
  - Табаристан — Рустам II, іспахбад (946–965)
- Середня Азія:
  - Саманідська держава (Бухара) — Нух I, емір (943–954)
  - Караханідська держава — Сатук Богра-хан (Абд ал-Карім), хан (940–955)

### Південна Азія
- Індія:
  - Венгі— Східні Чалук'я — Амма II, магараджа (947–970)
  - Гуджара-Пратіхари — Девпала, магараджа (948–954)
  - Західні Ганги — Бутуга II, магараджа (938–961)
  - Імперія Пала — Гопала II, магараджа (940–960)
  - Кашмір — Парвагупта, магараджа (949–950); Кшемагупта, магараджа (950–958)
  - Парамара (Малава) — Сіяка II, магараджа (948–974)
  - Раштракути — Крішнараджа III, магараджахіраджа (939–967)
  - Харікела (династія Чандра) — Шрічандра, магараджахіраджа (930–975)
  - Чола — Парантака I, магараджа (910–950); Гандарадітья, магараджа (950–956)
  - Ядави (Сеунадеша) — Раджагі, магараджа (935–950)

### Південно-Східна Азія
- Кхмерська імперія — Раджендраварман II, імператор (944–968)
- Бан Пха Лао — раджа
- Мианг Сва — раджа
- Далі (держава) — Дуань Силян, король (945–951)
- Паган — Теїнхко, король (934–956)
- Чампа — Індраварман III, князь (918–959)
- Індонезія:
  - Матарам — Шрі Ісіяна Тунггавійя, шрі-магараджа (947–985)
  - Сунда — Прабу Ресі Атмаядарма, король (942–954)

### Східна Азія
- Японія — Муракамі, імператор (946–967)
- Китай (Епоха п'яти династій і десяти царств):
  - Пізня Хань — Лю Чен'ю, імператор (948–951); в 951 році повалена династією Пізня Чжоу
  - Пізня Шу — Мен Чан, імператор (934–965)
  - У Юе — Цянь Чу, король (948–978)
  - Південна Тан — Юань-цзун (Лі Цзин), імператор (943–961)
  - Південна Хань — Чжун-цзун (Лю Шен), імператор (943–958)
  - Цзіннань — Ґао Баожун, король (948–960)
  - Чу — Ма Сіґуан, король (947–951)
- Корея:
  - Корьо — Чонджон, ван (949–975)
  - Дундань — Єлюй Жуань, імператор (947—951)

## Африка
- Аксум (Ефіопія) — Татадім, імператор (919–959)
- Аудагаст — Тін Йарутан, емір (бл. 920–960)
- Імперія Гао — Нгару Нга Дам, дья (бл. 940 — бл. 970)
- Фатімідський халіфат — Аль-Мансур Біллах, халіф (946–953)
- Магриб — Абу-л-Айш Ахмад ібн Касим, халіф (949–954)
- Некор — емір Юртум ібн Ахмад (947–970)